# Bass Communion
Bass Communion es un proyecto paralelo de Steven Wilson, conocido por su rol principal en la banda de rock Porcupine Tree. Las grabaciones publicadas bajo el nombre de "Bass Communion" son en una vena ambiental o electrónica - drone extenso. Estos se producen como experimentos en textura hechos por el procesamiento de instrumentos reales y grabaciones de campo.
Los álbumes de Bass Communion suelen contar con músicos colaboradores, como Robert Fripp de King Crimson, el saxofonista Theo Travis, Bryn Jones (también conocido como Muslimgauze), y Vidna Obmana.
Wilson intenta realizar cada grabación con una base diferente para mantener la dinámica, por ejemplo Pacific Codex se trató únicamente de gong y estructuras metálicas, mientras que Molotov and Haze en una computadora portátil y una guitarra. Además estos álbumes han servido como "investigación y desarrollo" para Wilson, más tarde apareciendo en contextos diferentes en algunos de sus distintos proyectos.

## Discografía

### Álbumes
- I (1998)
- II (1999)
- III (2001)
- Ghosts on Magnetic Tape (2004)
- Indicates Void (2005)
- Loss (2006)
- Pacific Codex (2008)
- Molotov and Haze (2008)
- Chiaroscuro (2009)
- Cenotaph (2011)
- The itself of itself (2024)

### Compilaciones
- Atmospherics (1999)
- Untitled (Bass Communion Box) (2014)

### EP y sencillos
- Vajrayana (2004)
- Dronework (2005)
- Haze Shrapnel (2008)
- Litany (2009)

### Colaboraciones
- Bass Communion V Muslimgauze (1999)
- Bass Communion (Reconstructions and Recycling) (2003)
- Jonathan Coleclough / Bass Communion / Colin Potter (2003)
- Continuum 1 (2005)
- BCVSMGCD (2006)
- Continuum 2 (2007)
- Bass Communion / Pig - Live in Mexico City (2008)
- Freiband/Bass Communion - Headwind/Tailwind (2009)

### Álbumes remezclados
- The Continuum Recyclings, Volume One (2006)
- The Continuum Recyclings, Volume Two (2010)

### Split
- Bass Communion / Fear Falls Burning - Fusilier / Pulse On Fire (2008)

### Varios artistas
- Behind These Silent Eyes (Parts I-IV) (17:50), una construcción de Bass Communion en el álbum de Theo Travis: Slow Life 2 LP Tonefloat – TF31 (2007)